# Chlorotalpa
Chlorotalpa ist eine Säugetiergattung aus der Familie der Goldmulle (Chrysochloridae). Die Gattung umfasst zwei Arten, die beide in Südafrika endemisch sind. Sclaters Goldmull kommt in den Hochlagen des zentralen und östlichen Südafrikas sowie Lesothos vor, Duthies Goldmull bewohnt einen schmalen Streifen an der Südküste. Die Tiere leben in bewaldeten Gebieten und offenen Graslandschaften, aufgrund ihres grazileren Körperbaus bevorzugen sie weiche Bögen. Wie alle Goldmulle sind auch die Vertreter von Chlorotalpa an eine unterirdische Lebensweise angepasst. Ihr Körper ist entsprechend spindelförmig gestaltet, äußerlich sichtbare Ohren und ein Schwanz fehlen, die Vorderfüße verfügen des Weiteren über kräftige Grabklauen. Die Tiere graben oberflächennahe Tunnelsysteme und ernähren sich von Wirbellosen. Insgesamt gilt die weitere Lebensweise als wenig erforscht. Die beiden Arten wurden 1907 wissenschaftlich eingeführt, ihren heutigen Gattungsnamen erhielten sie aber erst 1924. Der Bestand von Sclaters Goldmull ist nicht gefährdet, der von Duthies Goldmull dagegen bedroht.

## Merkmale

### Habitus
Die Vertreter der Gattung Chlorotalpa repräsentieren kleine Angehörige der Goldmulle. Die beiden heutigen Arten erreichen etwa die gleiche Körpergröße, ihre Kopf-Rumpf-Länge variiert von 8,3 bis 13,5 cm, das Körpergewicht beträgt 20 bis 54 g. Allgemein ähneln die Tiere im Körperbau den Maulwürfen, mit denen sie jedoch nicht verwandt sind. Der Körper ist an eine grabende Lebensweise angepasst. Er hat eine spindelförmige Gestalt, Ohren und Schwanz sind äußerlich nicht sichtbar. Die Gliedmaßen haben einen kurzen und kräftigen Bau, sie weisen vorn vier und hinten fünf Strahlen auf. Vor allem die Vorderfüße besitzen kräftige Grabklauen, hier ist die Kralle des dritten Fingers am kräftigsten ausgebildet, die des zweiten und ersten werden auffallend kürzer. Die Augen sind zudem mit Fell bedeckt und die Schnauze trägt ein lederartiges Polster, das ebenfalls der Grabetätigkeit dient. Im Vergleich zu den verwandten Kupfergoldmullen (Amblysomus) haben die Vertreter von Chlorotalpa einen deutlich zierlicheren Körperbau, auch die Krallen der Vorderfüße zeigen eine schlankere Gestaltung. Das Fell am Rücken ist dunkelbraun bis rötlichbraun gefärbt, die Unterseite erscheint gräulich getönt. Im Gesicht treten vereinzelt hellere Farbflecken auf.

### Schädel- und Gebissmerkmale
Der Schädel misst zwischen 21,2 und 27,4 mm in der Länge und zwischen 13,7 und 17,6 mm in der Breite. Die größte Breite wird im Bereich des Hirnschädels erreicht. Insgesamt ist der Schädel vergleichsweise schlank, schmaler als bei den Kapgoldmullen (Chrysochloris), aber breiter als bei den Kupfergoldmullen. Die größte Breite liegt bei 62 bis 66 % der größten Schädellänge, der Gaumen ist schmal und hat eine Breite von weniger als 30 % der Schädellänge. Wie bei allen Goldmullen sind die Jochbögen geschlossen, bei Chlorotalpa fehlen ihnen aber die nach hinten weisenden breiten Platten, wie sie etwa bei den Riesengoldmullen (Chrysospalax) vorkommen. Ein auffallendes anatomisches Merkmal stellt der vergrößerte und deutlich gerundete Kopf des Hammers im Mittelohr dar, das gesamte Ohrknöchelchen wiegt rund 3 mg. Der Kopf des Malleus ist aber nicht so markant verlängert wie bei Arends’ Goldmull (Carpitalpa) ist oder keulenartig geformt wie bei den Kapgoldmullen. Dadurch besitzt das Schläfenbein auch keine äußerlich hervortretende, knöcherne Blase wie bei letzteren, welche bei diesen den Kopf des Hammers beherbergt. Im Gebiss sind 40 Zähne mit folgender Zahnformel ausgebildet: {\displaystyle {\frac {3.1.3.3}{3.1.3.3}}}. An den unteren Molaren tritt ein gut entwickeltes Talonid auf (ein tiefliegender Vorsprung der Kaufläche, in den einer der Haupthöcker der oberen Molaren bei Gebissschluss greift). Der hinterste (dritte) Molar ist relativ klein, verfügt aber wie die anderen Mahlzähne über ein dreihöckriges (tricuspides) Kauflächenmuster. Ähnlich gestaltet ist auch der erste untere Prämolar, während der entsprechende obere einen der Haupthöcker vermissen lässt. Die obere Zahnreihenlänge vom Eckzahn bis zum dritten Molaren liegt bei 5, bis 7,7 mm.

## Verbreitung
Die Gattung Chlorotalpa tritt mit zwei Arten endemisch im südlichen Afrika auf. Sclaters Goldmull (Chlorotalpa sclateri) bewohnt ein relativ großes, aber nicht zusammenhängendes Gebiet im zentralen und östlichen Teil von Südafrika und kommt zudem in Lesotho vor, Die Population verteilt sich auf vier Unterarten. Dagegen ist Duthies Goldmull (Chlorotalpa duthieae) in einem schmalen Streifen entlang der Südküste heimisch und teilt sich dort in zwei räumlich voneinander getrennte Subpopulationen auf. Die Arten bevorzugen jeweils unterschiedliche Habitate. Erstere Art ist in Graslandschaften und Schluchtwäldern des Hochlandes zu finden, letztere in den Küstenwäldern. Aufgrund ihres im Vergleich zu den äußerlich ähnlichen Kupfergoldmullen (Amblysomus) eher feingliedrigeren Körperbaus und der schlankeren Grabklauen sind sie an sandige und somit weichere Böden gebunden. Lokal können die Tiere recht häufig beobachtet werden, einige Bestände dringen auch in kultivierte Gebiete vor, es liegen aber keine aussagekräftigen Daten zur Populationsdichte vor.

## Lebensweise
Über die Lebensweise der Vertreter von Chlorotalpa ist kaum etwas bekannt. Sie leben wie alle Goldmulle einzelgängerisch und unterirdisch, wo sie oberflächennahe Gänge zur Nahrungssuche anlegen. Diese Gänge verlaufen häufig von einem nestartigen Ruheplatz radial nach außen. Die hauptsächlichen Aktivitäten finden nachts statt, nur nach ergiebigen Regenfällen betreten die Tiere auch die Oberfläche. Aufgrund des moderat vergrößerten Malleus des Mittelohrs können sie wahrscheinlich seismische Schwingungen im Untergrund besser wahrnehmen, ob damit auch eine Befähigung zur Erfassung niederfrequenter Töne an der Oberfläche einhergeht, ist nicht bekannt. Die Nahrung dürfte hauptsächlich aus Wirbellosen wie Regenwürmern und Insektenlarven bestehen, wie einige wenige untersuchte Mageninhalte zeigen. Über die Fortpflanzung liegen kaum Daten vor. Trächtige Weibchen wurden bisher überwiegend in den Sommermonaten beobachtet, so dass die Paarungszeit wohl auf diese kurze, feuchte Jahreszeit beschränkt bleibt.

## Systematik
Chlorotalpa ist eine Gattung aus der Familie der Goldmulle (Chrysochloridae) innerhalb der Überordnung der Afrotheria. Die Familie besteht aus kleineren, bodengrabenden Säugetieren mit einer endemischen Verbreitung in Afrika. Die Arten kommen hauptsächlich im südlichen Teil des Kontinentes vor, einige wenige sind auch im östlichen oder zentralen Teil anzutreffen. Als nächste Verwandte der Goldmulle können die ebenfalls afrikanisch verbreiteten Tenreks (Tenrecidae) angesehen werden; beide zusammen formen die Ordnung der Afrosoricida. Laut molekulargenetischen Untersuchen trennten sich die Goldmulle und Tenreks im Übergang von der Oberkreide zum Paläozän vor rund 65 Millionen Jahren, während des Oligozäns vor etwa 28,5 Millionen Jahren begannen die Goldmulle sich stärker zu diversifizieren.
Die unterirdische Lebensweise hat zur Folge, dass die Goldmulle Habitatspezialisten bilden. So ist das Vorkommen zahlreicher Arten lokal deutlich begrenzt. Innerhalb der Familie haben sich zwei ökologische Gruppen heraus differenziert. Eine umfasst Arten mit einer Anpassung an trockene bis teils halbwüstenartige Regionen, etwa der Wüstengoldmull (Eremitalpa) oder die Kapgoldmulle (Chrysochloris). Zur zweiten Gruppe gehören die Bewohner offener Gras- und Savannenlandschaften sowie von Wäldern, beispielsweise die Kupfergoldmulle, die Riesengoldmulle (Chrysospalax), Arends’ Goldmull (Carpitalpa) oder die Vertreter von Chlorotalpa. Die innere Gliederung der Familie konnte bisher nicht vollständig geklärt werden. Die Gestaltung des Hammers im Mittelohr befürwortet die Aufteilung in zwei oder drei Unterfamilien: die Amblysominae mit einem normal gebauten Malleus, die Chrysochlorinae mit einem stark verlängerten Kopf des Malleus und die Eremitalpinae mit einem kugelig aufgeblähten Kopf des Malleus. Die beiden letztgenannten werden allerdings von einigen Wissenschaftlern auch zu einer Unterfamilie zusammengefasst, den Chrysochlorinae. Diese auf skelettanatomische Unterschiede beruhende Untergliederung der Goldmulle wird durch molekulargenetische Analysen bisher nicht vollständig unterstützt. Nach diesen besitzt Chlorotalpa trotz des vergrößerten Malleus eine Mittlerstellung zwischen einer Gruppe, die sich aus Amblysomus, Neamblysomus und Carpitalpa zusammensetzt („Amblysominae“) und einer weiteren Gruppe bestehend aus Chrysochloris, Chrysospalax, Cryptochloris und weiteren („Chrysochlorinae“).
Es werden zwei heute lebende Arten unterschieden:
- Duthies Goldmull (Chlorotalpa duthieae (Broom, 1907)); an der Südküste Südafrikas in den Provinzen Westkap und Ostkap.
- Sclaters Goldmull (Chlorotalpa sclateri (Broom, 1907)); im mittleren und östlichen Südafrika sowie in Lesotho.

Darüber hinaus ist eine fossile Art belegt:
- Chlorotalpa spelaea (Broom, 1941)

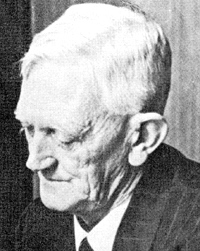
Austin Roberts

Teilweise wurde auch Arends’ Goldmull innerhalb von Chlorotalpa geführt, während einige Autoren zusätzlich noch die Angehörigen der Gattung Calcochloris dorthin verwiesen. Wiederum andere ordnete alle drei Gattungen den Kupfergoldmullen zu. Allerdings gibt es zwischen den einzelnen Gattungen bezeichnende Unterschiede in der Schädelgestaltung und in speziellen Gebissmerkmalen. So beispielsweise besitzen die Vertreter von Chlorotalpa und zudem Arends’ Goldmull einen hintersten, dritten Molaren, bei jenen von Calcochloris und bei den Kupfergoldmullen fehlt dieser jedoch. Des Weiteren verfügen die Chlorotalpa-Arten und die Kupfergoldmulle über ein ausgeprägtes Talonid an den unteren Molaren, das bei Calcochloris und bei Arends’ Goldmull nicht ausgebildet ist. Abweichungen finden sich darüber hinaus in der Ausprägung des Zungenbeins und zusätzlich noch im Karyotyp. Aufgrund dessen scheint eine Aufteilung in verschiedene Gattungen, wie sie Gary N. Bronner Mitte der 1990er Jahre wieder einführte, durchaus gerechtfertigt, sie bestätigte sich in der Folgezeit auch durch molekulargenetische Analysen.
Während die beiden heutigen Vertreter von Chlorotalpa bereits im Jahr 1907 von Robert Broom in zwei unabhängigen Schriften eingeführt worden waren, erfolgte die wissenschaftliche Erstbeschreibung der Gattung 17 Jahre später durch Austin Roberts. Er sah in der höheren Anzahl der Zähne im Gebiss und dem zierlicheren Körperbau deutliche Unterschiede zu den Kupfergoldmullen. Dagegen ähneln sich beide Gattungen in der Form des Schädels allgemein, der jedoch im Vergleich zu dem der Kapgoldmulle deutlich schlanker ausfällt. Als Typusart wies Roberts Duthies Goldmull aus.

## Stammesgeschichte
Fossilfunde von Goldmullen sind eher spärlich überliefert. Einige der wenigen bekannten kamen aus der bedeutenden südafrikanischen Höhlenfundstelle von Sterkfontein nahe Johannesburg zu Tage. Die Ablagerungen datieren in das Unterpleistozän und sind zwischen 1 und 2 Millionen Jahre alt. Ein gut erhaltener Schädel von 23,4 mm Länge und 14,9 mm Breite bildete die Grundlage für die von Robert Broom im Jahr 1941 aufgestellte Art Chlorotalpa spelaea. Da der Schädel weitgehend zahnlos ist, führte Broom hauptsächlich einige Schädelproportionen zur Unterscheidung von den rezenten Vertretern der Gattung an. Insgesamt ist der Schädel von Chlorotalpa spelaea etwas länger und schmaler als der von Sclaters Goldmull. Allerdings müsste der Schädel für genauere anatomische Untersuchungen erneut präpariert werden. Ein zusätzliches Unterkieferfragment, das ebenfalls während der frühen Untersuchungsperiode der Höhlenstation entdeckt wurde, könnte dagegen eine der heutigen Arten repräsentieren, eventuell Sclaters Goldmull, der dort heute aber nicht mehr heimisch ist. Späteren Untersuchungskampagne bargen weitere Unterkieferreste von Goldmullen, sie wurden anfänglich ebenfalls zu Chlorotalpa verwiesen. Einige Forscher sehen das heute skeptisch, da das Fehlen des Talonids an den Molaren wohl eher mit der Gattung Neamblysomus in Verbindung zu bringen ist. Nur allgemein zur Gattung Chlorotalpa werden Reste aus den umfangreichen pleistozänen Ablagerungen der Wonderwerk-Höhle südlich von Kuruman in der südafrikanischen Provinz Nordkap gestellt.

## Bedrohung und Schutz
Sclaters Goldmull wird aufgrund seiner weiten Verbreitung von der IUCN als „nicht bedroht“ (least concern) geführt, sein Verbreitungsgebiet ist aber zersplittet und teilweise von Übergrasung durch intensive Weidewirtschaft betroffen. Den Bestand von Duthies Goldmull schätzt die IUCN infolge des deutlich begrenzteren Verbreitungsgebietes und des Verkommens in nur wenigen Lokalitäten als „bedroht“ (vulnerable) ein, zudem erfährt die Region teilweise deutliche Lebensraumveränderungen durch wirtschaftliche Entwicklung. Beide Arten sind in Naturschutzgebieten präsent.